# 李昌奎案
李昌奎案或称李昌奎故意杀人、强奸案，发生于2009年5月，云南省昭通市巧家县茂租乡人李昌奎强奸、杀害同村女子王家飞，王家飞年仅三岁的弟弟王家红一同被杀。
2010年7月，云南省昭通市中级人民法院一审判处李昌奎死刑立即执行。2011年3月，云南省高级人民法院（以下简称云南高院）二审（终审）改判李昌奎死缓。此案改判，是云南高院执行“少杀、慎杀”的典型，更企推动废除死刑。王家飞、王家红家属寻求云南省司法机关的司法救济无果，于6月在网络发帖救助，终引爆舆论。云南高院副院长田成有表示，此案十年后将成为“一个标杆、一个典型”，更引舆论哗然。在重重压力下，云南高院于7月16日，宣布启动再审。8月22日，推翻二审（终审）判决，改判李昌奎死刑。9月29日，李昌奎在云南省昭通市被执行死刑。

## 二审争议
云南高院指出二审改判不仅依据“少杀、慎杀”原则，主要认定李昌奎案属邻里纠纷，李又有自首情节，故雲南高院认为“邻里纠纷引发的杀人案一般不判处死刑立即执行”。而“邻里纠纷引发的杀人案一般不判处死刑立即执行”的原则来源于1999年最高人民法院《全国法院维护农村稳定刑事审判工作座谈会纪要》。有学者指出，李昌奎案并不适用“邻里纠纷引发的杀人一般不判处死刑立即执行”规定。李昌奎和王家飞、王家红之间无直接纠纷。同时李昌奎与三岁幼儿王家红之间更不可能存在任何直接纠纷。他指出，云南高院的二审改判对“邻里纠纷”的引用，是“仅依据字面做了过于宽泛、教条化的理解。”

## 观点
- 国家检察官学院教授周洪认为，云南省高院的（二审）改判不合法理，也不符合中国当前的死刑政策。李昌奎案几乎没有什么可以对凶手不判处死刑立即执行的情节和条件，除非政府在一夜间突然宣布废除死刑[3]。
- 江西赣州检察院检察官杨涛撰文：“如果这么严重地杀害了两条生命的罪犯不判处死刑，那么，法院许多死刑判决都可以改判，特别是药家鑫[b]更是要在黄泉路上申冤了[3]。”

## 备注
1. ↑  1999年《全国法院维护农村稳定刑事审判工作座谈会纪要》指出[4]：“对于因婚姻家庭、邻里纠纷等民间矛盾激化引发的故意杀人犯罪，适用死刑一定要十分慎重，应当与发生在社会上的严重危害社会治安的其他故意杀人犯罪案件有所区别。对于被害人一方有明显过错或对矛盾激化负有直接责任，或者被告人有法定从轻处罚情节的，一般不应判处死刑立即执行。”
2. ↑  药家鑫案中仅一人遇害。由于李昌奎犯案手段凶残，此案更被称为“赛家鑫案[2]”。